# Melchior Neusidler
Melchior Neusidler (ou Neusiedler, Newsidler ou même Neysidler), né en 1531 à Nuremberg – mort en 1591 à Augsbourg, est un compositeur et luthiste allemand. Il était le fils de Hans Neusidler.

## Biographie
Fils d'un luthier et enseignant reconnu (Hans Neusidler), Melchior Neusidler eut la chance d'entrer dans les bonnes grâces des Fuggers, riche famille de banquiers d'Augsbourg: bientôt ses qualités d'interprète et leur passion pour son art lui permettent de vivre de la musique. Sa musique est aujourd'hui presque tombée dans l'oubli, alors qu'elle faisait jadis le tour de l'Europe.

## Œuvres
- Intabolatura di Liuto
- Teutsch Lautenbuch